# 萬加德冰原島峰
82°33′S 47°38′W / 82.550°S 47.633°W
萬加德冰原島峰（英語：Vanguard Nunatak）是南極洲的冰原島峰，位於伊利沙伯女皇地，屬於福里斯特爾山脈的一部分，海拔高度715米，美國地質調查局根據測量和該國海軍的空中照片繪入地圖，現時由南極條約體系管理。